# Diocèse de Mayagüez
Le diocèse de Mayagüez (en latin : Dioecesis Maiaguezensis ; en espagnol : Diócesis de Mayagüez) est un diocèse de l'Église catholique de Porto Rico, suffragant de l'archidiocèse de San Juan de Puerto Rico.

## Territoire
Le diocèse s'étend à l'ouest de l'île de Porto Rico avec un territoire de 1 617 km2 divisé en 31 paroisses. Il comprend les communes de Añasco, Cabo Rojo, Hormigueros, Lajas, Las Marías, Maricao, Mayagüez, Sabana Grande, San Germán, Aguada, Aguadilla, Moca, Rincón et San Sebastián. Le siège épiscopal est à Mayagüez avec la cathédrale Notre-Dame de la Candelaria (en). Il y a deux lieux de pèlerinage sur le diocèse : la Basilique Notre-Dame de Monserrate (en) à Hormigueros et le sanctuaire des protomartyrs d'Espinar à Aguada.

## Histoire
Le diocèse est érigé le 1er mars 1976 par la bulle pontificale Qui arcano Dei du pape Paul VI en prenant sur les territoires des diocèses d'Arecibo et de Ponce.
Le 19 juin 1980, la Vierge est reconnue comme patronne principale du diocèse sous le vocable de Notre-Dame de Monserrate par la lettre apostolique Constat Christifideles du pape Jean-Paul II. L'église d'Hormigueros, où elle est vénérée, est élevée au rang de basilique le 19 mai 1998et l'image est couronnée le 12 février 1995 par le cardinal Luis Aponte Martínez.

## Évêques
- Ulises Casiano Vargas (1976-2011)
- Álvaro Corrada del Río (2011-2020)
- Ángel Luis Rios Matos (2020- )